# Mount Cawley
Mount Cawley ist ein 2295 m hoher Berg in der antarktischen Ross Dependency. Er ist die höchste Erhebung der Separation Range in der Commonwealth Range des Königin-Maud-Gebirges und ragt am Retrospect Spur östlich des Beardmore-Gletschers zwischen dem Hood- und dem Canyon-Gletscher auf.
Das New Zealand Geographic Board benannte ihn 2016 nach Robert „Bob“ Cawley, dem Leiter der New Zealand Alpine Club Antarctic Expedition (1959–1960).